# The Iron Maidens
The Iron Maidens – amerykański zespół heavymetalowy utworzony w 2001 roku. Zespół składa się tylko z kobiet, śpiewających piosenki brytyjskiej grupy Iron Maiden. Każda członkini zespołu ma swój pseudonim utożsamiający ją z członkami grupy Iron Maiden.
1 lutego 2023 zespół wystąpił na koncercie w Warszawie jako support grupy Accept w czasie trasy koncertowej „Too Mean To Die Tour”

## Dyskografia
- World's Only Female Tribute to Iron Maiden (2005)
- Route 666 (2007)
- The Root of All Evil (2008)
- Metal Gathering Tour Live in Japan 2010 – (2010)